# Ludwig Moshamer

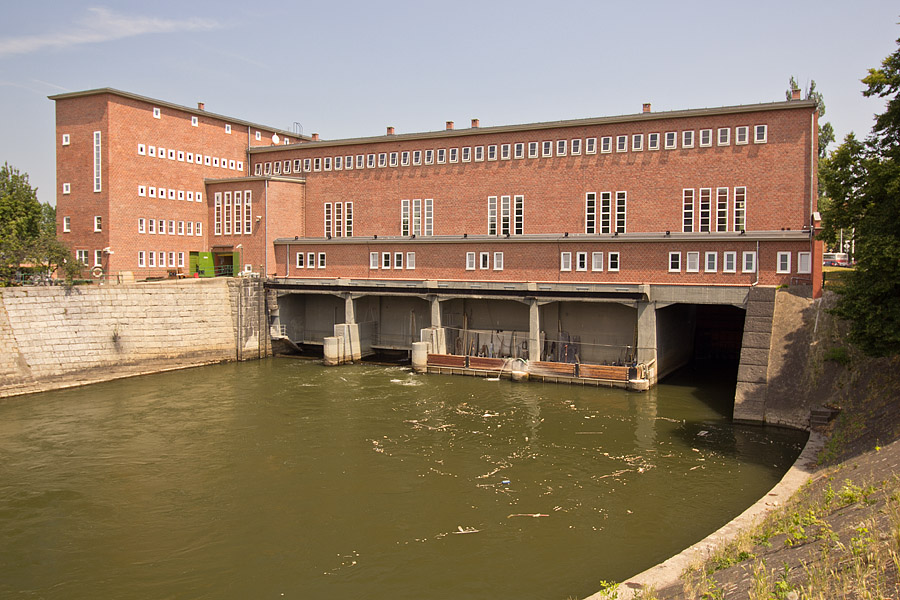
1925
Elektrownia wodna południowa

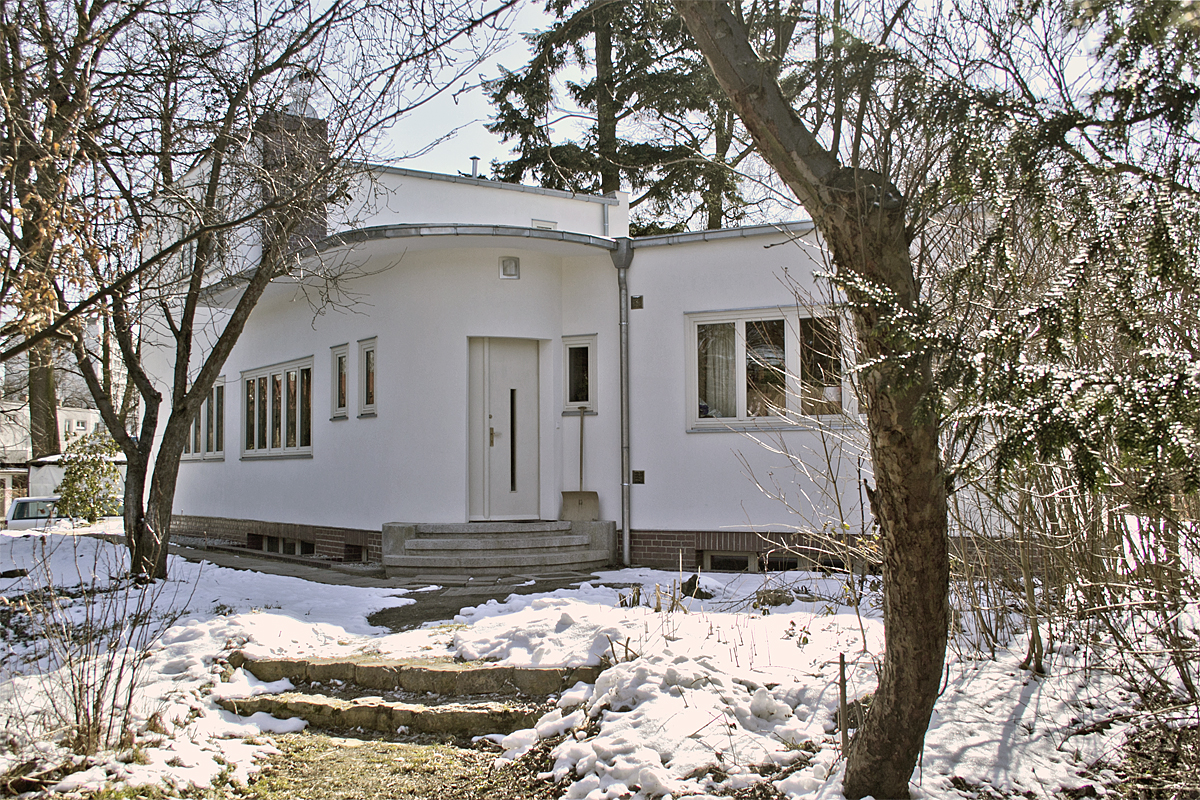
1929
Dom nr 37 osiedla wzorcowego WuWA we Wrocławiu

Ludwig Hermann Moshamer (ur. 19 sierpnia 1885 w Pasawie, zm. 26 marca 1946 tamże) – niemiecki architekt działający głównie we Wrocławiu.

## Życiorys
W latach 1902–1905 kształcił się w Szkole Budowlanej w Pasawie, następnie do roku 1908 studiował na Politechnice w Monachium pod kierunkiem Friedricha von Thierscha. Nie ukończył studiów ze względu na problemy finansowe. W roku 1908 rozpoczął pracę w urzędzie budowlanym w Koblencji. Od 1911 pracował we Wrocławiu jako projektant w biurze miejskiego radcy budowlanego Maksa Berga. W czasie pracy u boku Berga brał udział w tworzeniu jego największych projektów, także tych niezrealizowanych. Współpracował w zespole m.in. z Richardem Konwiarzem, Paulem Heimem i Albertem Kempterem. Po wyjeździe Berga z Wrocławia działał jako wolny architekt. Jako członek Niemieckiego Związku Architektów i Związku Artystów Śląska został zaproszony do grona jedenastu architektów projektujących domy we wzorcowym osiedlu wystawy WUWA w roku 1929. W 1933 przeniósł się do Berlina. Od 1934 działał jako współpracownik biura budowlanego przy Reichsbund zur Förderung der Freilichtspiele (Związek Rzeszy na rzecz propagowania przedstawień na wolnym powietrzu) projektującego liczne thingstätte – amfiteatry służące propagowaniu idei nazistowskich. Sam zaprojektował kilka z nich oraz publikował rozprawy na ich temat. W latach 1943–1944 był kierownikiem budów w Organizacji Todt. Po zakończeniu II wojny światowej powrócił do Pasawy, gdzie wkrótce zmarł.

## Dzieła
- 1912–1913 – projekt techniczny Hali Stulecia we Wrocławiu[5]
- 1919 – projekt sanacji centrum Wrocławia wraz z projektami czterech wieżowców dla administracji miejskiej, niezrealizowany[6][7]
- 1921 – projekt konkursowy (godło Moloch) na wieżowiec przy Friedrichstraße w Berlinie, z Wilhelmem Briksem[8]
- 1921–1925 – elektrownia wodna na Odrze Południowej we Wrocławiu (z Maksem Bergiem)[9]
- 1922–1925 – hala wystawowa (Messehalle) i dziedziniec wejściowy terenów wystawowych (Messehof) we Wrocławiu, z Maksem Bergiem[10]
- 1925 – Westfalenhalle w Dortmundzie[2]
- 1927 – kino Capitol w Wałbrzychu (obecnie kino Górnik)[2]
- 1927–1928 – budynki wielorodzinne przy placu Wiślanym (nie istnieją)[11]
- 1927–1928 – budynki wielorodzinne przy ul. Walecznych 28-36 i Piastowskiej 54-58[12]
- 1928 – nagrodzony projekt konkursowy na klasztor św. Wincentego w Wojszycach (niezrealizowany)[13]
- 1929 – trzy domy szeregowe nr 10-11[14] i dom jednorodzinny nr 37 na wystawie WUWA we Wrocławiu[15]
- 1934–1938 – Thingstätten we Freyburgu nad Unstrutą, Halle, Pasawie, Schmiedebergu (Dübener Heide) i Jülich[16]
- 1935–1938 – budynek giełdy przy Fehrbelliner Platz 3 w Berlinie[17]
- 1938–1942 – ambasada Japonii w Berlinie (z Caesarem Pinnau)[17]